# Svenja Brunckhorst
Pour les articles homonymes, voir Brunckhorst.
Svenja Brunckhorst , née le 19 octobre 1991 à Rotenburg (Wümme), est une joueuse allemande de basket-ball.

## Biographie
Ancien joueuse du TSV 1880 Wasserburg, capitaine de l'équipe nationale allemande, Svenja Brunckhorst signe à Nice en juillet 2017 initialement pour faire face à la blessure de la meneuse Alix Duchet

## Palmarès
- Championne d'Allemagne en 2007, 2008, 2011, 2013, 2014, 2015, 2016
- Vainqueur de la Coupe d'Allemagne en 2007, 2011, 2014, 2015, 2016
- Vainqueur de la Supercoupe d'Allemagne en 2016